# 陆克政
陆克政（1934年3月—2020年8月24日），天津人，中国构造地质学家，中国石油大学（北京）教授。

## 生平
1934年3月生于天津。先后就读于天津市耀华中学、天津大学地质系、北京地质学院石油系。1956年毕业后分配到北京石油学院勘探系普通地质教研室任教。1980年代初担任美国斯坦福大学访问学者。1982年晋升副教授，1991年晋升教授。1990年代，担任石油大学（北京）普通地质教研室主任、构造地质研究室主任。1998年3月退休。2020年8月24日12时28分在北京逝世。

## 出版物
- 陆克政 (编). . 东营: 石油大学出版社. 2001. ISBN 7-5636-1488-5.
- 陆克政 (编). . 东营: 石油大学出版社. 1996. ISBN 7-5636-0865-6.
- 陆克政; 戴俊生 (编). . 东营: 石油大学出版社. 1994. ISBN 7-5636-0548-7.
- 陆克政. . 北京: 地质出版社. 1997. ISBN 7-116-02408-5.
- 陆克政 (编). . 东营: 石油大学出版社. 1988. ISBN 7-5636-0010-8.